# Schotse voetbalbeker 1920/21
De Scottish Cup 1920-21 was de 43ste editie van de Scottish Cup, het meest prestigieuze voetbaltoernooi van Schotland. De beker werd gewonnen door Partick Thistle door in de finale Glasgow Rangers te verslaan

## Halve Finale
|               |                 |       |        |                      |
| 26 maart 1921 | Partick Thistle | 0 – 0 | Hearts | Toeschouwers: 63.700 |
| 26 maart 1921 |                 |       |        | Toeschouwers: 63.700 |

|               |                                                  |       |                  |                                           |
| 26 maart 1921 | Rangers                                          | 4 – 1 | Albion Rovers FC | Celtic Park, Glasgow Toeschouwers: 65.000 |
| 26 maart 1921 | Tommy Cairns (2) Andy Cunningham Sandy Archibald |       |                  | Celtic Park, Glasgow Toeschouwers: 65.000 |

### Replay
|               |                 |       |        |                      |
| 30 maart 1921 | Partick Thistle | 0 – 0 | Hearts | Toeschouwers: 21,000 |
| 30 maart 1921 |                 |       |        | Toeschouwers: 21,000 |

#### Tweede replays
|              |                 |       |        |                      |
| 5 april 1921 | Partick Thistle | 2 – 0 | Hearts | Toeschouwers: 40,000 |
| 5 april 1921 |                 |       |        | Toeschouwers: 40,000 |

## Finale
|               |                 |       |         |                                           |
| 16 april 1921 | Partick Thistle | 1 – 0 | Rangers | Celtic Park, Glasgow Toeschouwers: 28.294 |
| 16 april 1921 | Sandy Blair     |       |         | Celtic Park, Glasgow Toeschouwers: 28.294 |

1873/74 · 1874/75 · 1875/76 · 1876/77 · 1877/78 · 1878/79 · 1879/80 · 1880/81 · 1881/82 · 1882/83 · 1883/84 · 1884/85 · 1885/86 · 1886/87 · 1887/88 · 1888/89 · 1889/90 · 1890/91 · 1891/92 · 1892/93 · 1893/94 · 1894/95 · 1895/96 · 1896/97 · 1897/98 · 1898/99 · 1899/00 · 1900/01 · 1901/02 · 1902/03 · 1903/04 · 1904/05 · 1905/06 · 1906/07 · 1907/08 · 1908/09 ·  1909/10 · 1910/11 · 1911/12 · 1912/13 · 1913/14 · 1914/15 · 1915/16 · 1916/17 · 1917/18 · 1918/19 · 1919/20 · 1920/21 · 1921/22 · 1922/23 · 1923/24 · 1924/25 · 1925/26 · 1926/27 · 1927/28 · 1928/29 · 1929/30 · 1930/31 · 1931/32 · 1932/33 · 1933/34 · 1934/35 · 1935/36 · 1936/37 · 1937/38 · 1938/39 · 1939/40 · 1940/41 · 1941/42 · 1942/43 · 1943/44 · 1944/45 · 1945/46 · 1946/47 · 1947/48 · 1948/49 · 1949/50 · 1950/51 · 1951/52 · 1952/53 · 1953/54 · 1954/55 · 1955/56 · 1956/57 · 1957/58 · 1958/59 · 1959/60 · 1960/61 · 1961/62 · 1962/63 · 1963/64 · 1964/65 · 1965/66 · 1966/67 · 1967/68 · 1968/69 · 1969/70 · 1970/71 · 1971/72 · 1972/73 · 1973/74 · 1974/75 · 1975/76 · 1976/77 · 1977/78 · 1978/79 · 1979/80 · 1980/81 · 1981/82 · 1982/83 · 1983/84 · 1984/85 · 1985/86 · 1986/87 · 1987/88 · 1988/89 · 1989/90 · 1990/91 · 1991/92 · 1992/93 · 1993/94 · 1994/95 · 1995/96 · 1996/97 · 1997/98 · 1998/99 · 1999/00 · 2000/01 · 2001/02 · 2002/03 · 2003/04 · 2004/05 · 2005/06 · 2006/07 · 2007/08 · 2008/09 · 2009/10 · 2010/11 · 2011/12 · 2012/13 · 2013/14 · 2014/15 · 2015/16 · 2016/17 · 2017/18 · 2018/19 · 2019/20 · 2020/21 · 2021/22 · 2022/23